# Världscupen i längdåkning 1987/1988
Världscupen i längdåkning 1987/1988 inleddes i La Clusaz i Frankrike den 12 december 1987 och avslutades i Rovaniemi i Finland den 27 mars 1988. Vinnare av totala världscupen blev Gunde Svan på herrsidan och Marjo Matikainen-Kallström från Finland på damsidan.

## Tävlingskalender

### Herrar
| Placering | Datum                          | Plats         | Distans                                         | Etta                                            | Tvåa                                            | Trea                                            |
| --------- | ------------------------------ | ------------- | ----------------------------------------------- | ----------------------------------------------- | ----------------------------------------------- | ----------------------------------------------- |
| 1.        | 12 december 1987               | La Clusaz     | 15 kilometer fristil                            | Torgny Mogren                                   | Gunde Svan                                      | Pål Gunnar Mikkelsplass                         |
| 2.        | 15 december 1987               | Castelrotto   | 30 kilometer fristil                            | Torgny Mogren                                   | Gunde Svan                                      | Pierre Harvey                                   |
| 3.        | 19 december 1987               | Davos         | 15 kilometer klassisk stil                      | Gunde Svan                                      | Pål Gunnar Mikkelsplass                         | Jan Ottosson                                    |
| 4.        | 9 januari 1988                 | Kavgolovo     | 30 kilometer klassisk stil                      | Vladimir Smirnov                                | Aleksej Prokurorov                              | Christer Majbäck                                |
| 5.        | 10 januari 1988                | Kavgolovo     | Stafett 4 x 10 kilometer                        | -                                               | -                                               | -                                               |
| 6.        | 15 januari 1988                | Štrbské Pleso | 15 kilometer fristil                            | Torgny Mogren                                   | Holger Bauroth                                  | Giachem Guidon                                  |
| 7.        | 16 januari 1988                | Štrbské Pleso | Stafett 4 x 10 kilometer                        | -                                               | -                                               | -                                               |
| OS        | 13 februari - 28 februari 1988 | Calgary       | Längdskidåkning vid olympiska vinterspelen 1988 | Längdskidåkning vid olympiska vinterspelen 1988 | Längdskidåkning vid olympiska vinterspelen 1988 | Längdskidåkning vid olympiska vinterspelen 1988 |
| 8.        | 12 mars 1988                   | Falun         | 30 kilometer fristil                            | Pierre Harvey                                   | Holger Bauroth                                  | Kari Ristanen                                   |
| 9.        | 13 mars 1988                   | Falun         | Stafett 4 x 10 kilometer                        | -                                               | -                                               | -                                               |
| 10.       | 17 mars 1988                   | Oslo          | Stafett 4 x 10 kilometer                        | -                                               | -                                               | -                                               |
| 11.       | 19 mars 1988                   | Oslo          | 50 kilometer fristil                            | Pierre Harvey                                   | Silvano Barco                                   | Maurilio De Zolt                                |
| 12.       | 12 mars 1988                   | Rovaniemi     | 50 kilometer klassisk stil                      | Pål Gunnar Mikkelsplass                         | Oddvar Brå                                      | Harri Kirvesniemi                               |

### Damer
| Placering | Datum                          | Plats         | Distans                                         | Etta                                            | Tvåa                                            | Trea                                            |
| --------- | ------------------------------ | ------------- | ----------------------------------------------- | ----------------------------------------------- | ----------------------------------------------- | ----------------------------------------------- |
| 1.        | 13 december 1987               | La Clusaz     | 5 kilometer fristil                             | Marianne Dahlmo                                 | Jaana Savolainen                                | Simone Greiner-Petter                           |
| 2.        | 16 december 1987               | Bohinj        | 10 kilometer fristil                            | Tamara Tichonova                                | Anfisa Reztsova                                 | Antonina Ordina                                 |
| 3.        | 19 december 1987               | Reit im Winkl | 5 kilometer fristil                             | Marja-Liisa Kirvesniemi                         | Raisa Smetanina                                 | Marie-Helene Westin                             |
| 4.        | 20 december 1987               | Reit im Winkl | Stafett 4 x 5 kilometer                         | -                                               | -                                               | -                                               |
| 5.        | 9 januari 1988                 | Leningrad     | 10 kilometer klassisk stil                      | Inger Helene Nybråten                           | Vida Vencienė                                   | Antonina Ordina                                 |
| 6.        | 10 januari 1988                | Leningrad     | Stafett 4 x 5 kilometer                         | -                                               | -                                               | -                                               |
| 7.        | 15 januari 1988                | Dobbiaco      | 20 kilometer fristil                            | Simone Greiner-Petter                           | Anna-Lena Fritzon                               | Marie-Helene Westin                             |
| 8.        | 16 januari 1988                | Dobbiaco      | Stafett 4 x 5 kilometer                         | -                                               | -                                               | -                                               |
| OS        | 13 februari - 28 februari 1988 | Calgary       | Längdskidåkning vid olympiska vinterspelen 1988 | Längdskidåkning vid olympiska vinterspelen 1988 | Längdskidåkning vid olympiska vinterspelen 1988 | Längdskidåkning vid olympiska vinterspelen 1988 |
| 9.        | 13 mars 1988                   | Falun         | Stafett 4 x 5 kilometer                         | -                                               | -                                               | -                                               |
| 10.       | 17 mars 1988                   | Oslo          | 30 kilometer klassisk stil                      | Marjo Matikainen                                | Marja-Liisa Kirvesniemi                         | Marit Mikkelsplass                              |
| 11.       | 19 mars 1988                   | Rovaniemi     | Stafett 4 x 5 kilometer                         | -                                               | -                                               | -                                               |
| 12.       | 12 mars 1988                   | Rovaniemi     | 10 kilometer fristil                            | Marie-Helene Westin                             | Magdalena Wallin                                | Svetlana Nagejkina                              |

## Slutställning

### Herrar
| Placering | Namn                    | Land          | Total Poäng |
| --------- | ----------------------- | ------------- | ----------- |
| 1         | Gunde Svan              | Sverige       | 109         |
| 2         | Torgny Mogren           | Sverige       | 100         |
| 3         | Pål Gunnar Mikkelsplass | Norge         | 99          |
| 4         | Holger Bauroth          | Östtyskland   | 81          |
| 4         | Vladimir Smirnov        | Sovjetunionen | 71          |
| 6         | Pierre Harvey           | Kanada        | 67          |
| 7         | Vegard Ulvang           | Norge         | 64          |
| 8         | Jan Ottosson            | Sverige       | 58          |
| 9         | Aleksej Prokurorov      | Sovjetunionen | 57          |
| 10        | Kari Ristanen           | Finland       | 50          |

### Damer
| Placering | Namn                       | Land          | Total Poäng |
| --------- | -------------------------- | ------------- | ----------- |
| 1         | Marjo Matikainen-Kallström | Finland       | 107         |
| 2         | Marie-Helen Westin         | Sverige       | 92          |
| 3         | Marja-Liisa Kirvesniemi    | Finland       | 82          |
| 4         | Tamara Tichonova           | Sovjetunionen | 81          |
| 5         | Vida Vencienė              | Sovjetunionen | 78          |
| 6         | Raisa Smetanina            | Sovjetunionen | 65          |
| 7         | Marianne Dahlmo            | Norge         | 62          |
| 8         | Simone Petter Greiner      | Östtyskland   | 59          |
| 9         | Inger Nybråten             | Norge         | 54          |
| 10        | Pirkko Määttä              | Finland       | 52          |